# پدرو پابلو کوچینسکی
پدرو پابلو کوچینسکی گدارد (انگلیسی: Pedro Pablo Kuczynski;تلفظ اسپانیایی: [ˈpeðɾo ˈpaβlo kuˈtʃinski ɣoˈðaɾð]؛ زادهٔ ۳ اکتبر ۱۹۳۸) یک سیاست‌مدار اهل پرو و رئیس‌جمهور این کشور بود. وی ۲۱ مارس ۲۰۱۸ به علت رسوایی فساد مالی و دومین طرح استیضاح استعفا کرد.

## زندگی شخصی
کوچینسکی دو بار ازدواج کرده‌است. زن اول او جین کیسی دختر نمایندهٔ سابق مجلس آمریکا بود که دخترشان از آن ازدواج کرولاینا کوچینسکی مدیر ابرشرکت‌ها و کارآفرین، الکس کوچینسکی روزنامه‌نگار و جان مایکل کوچینسکی است. برادر کوچکتر کوچینسکی عضو پیوسته پمبروک کالج، کیمبریج و ژان-لوک گدار، کارگردان شهیر سوییسی فرانسوی پسردایی شان است. هارولد وارموس باجناغ کوچینسکی در سال ۱۹۸۹ به خاطر پژوهش بر سرطان جایزه نوبل دریافت کرد.